# Atractus atratus
Atractus atratus — вид змій родини полозових (Colubridae). Ендемік Колумбії.

## Поширення і екологія
Atractus atratus мешкають на східних схилах Центрального хребта Колумбійських Анд, де спостерігалися в муніципалітетах Асеведо і Саладобланко в департаменті Уїла, зокрема в Національному парку Куева-де-лос-Гуачарос. Вони живуть у вологих гірських тропічних лісах, на висоті від 1700 до 2000 м над рівнем моря.